# 가쓰라기씨
가쓰라기 씨(일본어: 葛城氏 가쓰라기시[*])는 "가쓰라기"를 씨로 한 일본의 씨족이다.
고훈 시대 야마토의 가쓰라기 지방(오늘날의 나라현 고세시 및 가쓰라기시)를 본거지로 한 유력 재지 호족 다케우치노 스쿠네의 후예가 된다. 6세기에 씨성제가 성립되기 이전에도 "가쓰라기"가 본래적으로 씨로서 존재하였는지는 의문이 있으나 편의상 보통 "가쓰라기씨"로 통칭된다. 가쓰라기 지방은 고대로부터 유력 호족의 지배 지역이며, 기기신화의 다카마가하라의 실제 소재지가 가쓰라기 지방이라는 설은 유명하다. 천황가와의 혼인도 많았기에 이 설을 지지하는 학자는 현재도 많다.

## 같이 보기
- 고훈 시대
- 소가씨
- 나카토미씨
- 모노노베씨